# Flughafen San Juan

i7
i11
i13
Der Flughafen San Juan (IATA-Code: SJU, ICAO-Code: TJSJ) wurde 1955 als Isla Verde International Airport (Aeropuerto Internacional de Isla Verde) eröffnet und 1985 in Luis Muñoz Marín International Airport (Aeropuerto Internacional Luis Muñoz Marín) umbenannt. Er liegt auf dem Gebiet der puerto-ricanischen Stadt Carolina, dient jedoch primär als Flughafen der Hauptstadt San Juan.
Er ist heute der größte und einer von zwei internationalen Flughäfen von Puerto Rico und dient als lokales karibisches Drehkreuz für American Airlines und American Eagle. Von 1966 bis 1984 diente er auch als Basis und Drehkreuz für Puerto Ricos Fluggesellschaft Prinair.

## Verkehrszahlen
| Rang | Stadt                      | Passagiere | Fluggesellschaft                     |
| ---- | -------------------------- | ---------- | ------------------------------------ |
| 01   | Orlando, Florida           | 628.110    | Frontier, JetBlue, Southwest, Spirit |
| 02   | New York–JFK, New York     | 421.710    | Delta, JetBlue                       |
| 03   | Fort Lauderdale, Florida   | 416.560    | JetBlue, Southwest, Spirit           |
| 04   | Miami, Florida             | 329.220    | American                             |
| 05   | Atlanta, Georgia           | 238.980    | Delta, Frontier                      |
| 06   | Newark, New Jersey         | 191.690    | JetBlue, Southwest, United           |
| 07   | Philadelphia, Pennsylvania | 180.560    | American, Frontier                   |
| 08   | Tampa, Florida             | 128.540    | JetBlue, Southwest                   |
| 09   | Charlotte, North Carolina  | 119.570    | American                             |
| 10   | Chicago–O’Hare, Illinois   | 114.410    | American, United                     |

## Zwischenfälle
- Am 5. März 1969 kollidierte eine De Havilland DH.114 Prinair Heron 2B der puerto-ricanischen Prinair (Luftfahrzeugkennzeichen N563PR) mit einer Anhöhe in den Sierra de Luquillo-Bergen, 24 Kilometer südöstlich des Flughafens San Juan. Durch diesen CFIT (Controlled flight into terrain) wurden alle 19 Insassen getötet, zwei Besatzungsmitglieder und 17 Passagiere. Die Piloten hatten durch einen in Ausbildung befindlichen Fluglotsen eine um 21 Kilometer falsche „Radarposition“ mitgeteilt bekommen und weitere Anweisungen zum Anflug erhalten.[3]

- Am 31. Dezember 1972 geriet eine Douglas DC-7CF der US-amerikanischen American Express Leasing (N500AE) in einen unkontrollierten Sturzflug und schlug bald nach dem Start vom Flughafen San Juan-Isla Verde im Meer auf. Zuerst fiel das Triebwerk Nr. 2 (links innen aus), dann verlor Triebwerk Nr. 3 (rechts innen) die Leistung. Die Maschine war überladen, der Flugingenieur für die DC-7 nicht lizenziert und die Maschine völlig unzureichend gewartet. Alle 5 Insassen, drei Besatzungsmitglieder und zwei Passagiere, wurden getötet.[4]

- Am 24. Februar 1978 ließ sich an einer Douglas DC-6BF der US-amerikanischen West Indies Air Transport (N6103C) im Anflug auf den Flughafen San Juan das rechte Hauptfahrwerk nicht ausfahren. Die Maschine schleuderte von der Landebahn herunter und kam in einem Abwassergraben 60 Meter rechts von der Landebahn zum Stillstand. Sie wurde irreparabel beschädigt. Alle drei Besatzungsmitglieder, die einzigen Insassen auf dem Frachtflug, überlebten den Unfall.[5]

- Am 26. August 1979 wurden mit einer Convair CV-440 der US-amerikanischen Cornerstone Construction Inc. (N14478) aufgrund von Problemen beim Ausfahren des rechten Hauptfahrwerks auf dem Flughafen San Juan zwei Touch-and-Go-Landungen durchgeführt. Der Kapitän entschied sich dann für eine Bauchlandung. Dabei wurde das Flugzeug irreparabel beschädigt. Alle drei Insassen, die beiden Besatzungsmitglieder und ein Passagier, überlebten den Unfall. Die drei Insassen wurden gesehen, wie sie aus dem Flugzeug wegrannten. Vermutlich handelte es sich um einen Schmuggelflug.[6]

- Am 18. September 1989 wurde eine Martin 4-0-4 der US-amerikanischen Aero Virgin Islands (N40425) auf dem Flughafen San Juan durch den Hurrikan Hugo irreparabel beschädigt. Personen kamen nicht zu Schaden.[7]

- Am 5. April 1990 stürzte eine Lockheed L-1049/C-121C Super Constellation der dominikanischen Aerolineas Mundo (AMSA) (HI-515CT) in der Nähe von Levittown (Puerto Rico) in Strandnähe ins Meer. Der Kapitän war ohne Genehmigung für einen Überführungsflug mit dem stillgelegten Triebwerk Nr. 3 (rechts innen) vom Flughafen San Juan gestartet. Im Steigflug fing Triebwerk Nr. 2 (links innen) Feuer, gefolgt vom Ausfall von Triebwerk Nr. 1 (links außen). Beide Triebwerke waren schon vor dem Start als unzuverlässig bekannt gewesen. Von den 3 Besatzungsmitglieder, den einzigen Insassen auf dem Frachtflug, wurde eines getötet.[8]

- Am 22. Mai 1997 kam es an einer Convair CV-240/T-29B der US-amerikanischen Dodita Air Cargo (N355T) im Reiseflug am Triebwerk Nr. 1 (links) zu steigenden Temperaturen und schwankendem Öldruck, weshalb es abgestellt wurde. Dann begann das Triebwerk Nr. 2 (rechts) zu rappeln und gab die Leistung auf. Obwohl Triebwerk 1 noch einmal angelassen werden konnte, musste eine Notwasserung an einem Strand bei Luquillo (Puerto Rico) durchgeführt werden, wobei die Maschine in einer Wassertiefe von 1,50 Metern zum Stillstand kam. Der Unfallort lag 29 Kilometer ostsüdöstlich vom Ziel entfernt, dem Flughafen San Juan. Alle 3 Besatzungsmitglieder, die einzigen Insassen auf dem Überführungsflug, überlebten den Unfall.[9]

- Am 30. Juni 1997 verlor das linke Triebwerk einer Convair CV-240-53 der US-amerikanischen Silver Express (N344MM) in 120 Metern Höhe nach dem Start vom Flughafen San Juan an Leistung und wurde abgestellt. Obwohl für das verbliebene rechte Triebwerk die Wassereinspritzung verfügbar war, die zusätzlich 450 PS Leistung erbracht hätte, entschied der Kapitän, sie nicht zu nutzen. Das Flugzeug konnte die Höhe nicht halten, kollidierte mit einer Palme und kam an der Brandungslinie des Strandes zum Liegen. Es war um rund 300 kg überladen und wurde irreparabel beschädigt. Alle drei Insassen, die beiden Besatzungsmitglieder und ein Passagier auf dem Frachtflug, überlebten den Unfall.[10]

- Am 24. September 1998 musste eine Convair CV-240-13 der US-amerikanischen Trans Florida Airlines (N91237) nach dem Start vom Flughafen San Juan 3,5 Kilometer östlich davon notgewassert werden. Ein vorheriger Start war wegen schwankender Leistungsanzeigen im Triebwerk Nr. 2 (rechts) abgebrochen worden. Mehrere Probeläufe verliefen normal. Nach dem Abheben kam es zu starken Fehlzündungen und Vibrationen, woraufhin das rechte Triebwerk abgestellt wurde. Die Höhe konnte nicht gehalten werden, weshalb die Notwasserung stattfand. Das Flugzeug wurde irreparabel beschädigt. Alle 3 Insassen auf dem Frachtflug, beide Besatzungsmitglieder und der einzige Passagier, überlebten den Unfall. Dies war bis zum Juli 2023 der letzte bekanntgewordene Totalverlust einer Convair CV-240 nach ihrem Erstflug im Jahr 1947.[11]

- Am 15. März 2012 stürzte eine Convair CV-340 der Jet One Express (N153JR) nach dem Start vom Flughafen San Juan nach Ausfall eines Triebwerkes ab. Beide Piloten (die einzigen Insassen) wurden getötet.[12]

- Am 22. März 2012 fiel bei einer Douglas DC-4 der Jet One Express (N406WA) während des Rollens nach der Landung auf dem Flughafen San Juan die Steuerung des Bugfahrwerks aus. Das Flugzeug blieb über einem Wassergraben hängen. Beide Besatzungsmitglieder des Frachtfluges blieben unverletzt. Die Maschine wurde irreparabel beschädigt. Erst sieben Tage vorher war eine Convair CV-340 der Jet One Express nach dem Start vom Flughafen San Juan abgestürzt, wobei beide Piloten umgekommen waren.[13]